# مركز أحداث ريو رانتشو
مركز أحداث ريو رانتشو (بالإنجليزية: Rio Rancho Events Center)‏ هي ساحة متعددة الأغراض تتسع لـ8،000 مقعد في ريو رانتشو، نيومكسيكو، وهي مدينة تقع بالقرب من ألباكركي.